# ميناء أمستردام
ميناء أمستردام ( (بالهولندية: Haven van Amsterdam)‏ ) هو ميناء بحري في أمستردام في شمال هولندا بهولندا . إنه رابع أكثر الموانئ ازدحامًا في أوروبا من حيث الأطنان المترية من البضائع.  يقع الميناء على ضفة خليج سابق يُدعى آي وقناة بحر الشمال التي يتصل بها ببحر الشمال . تم استخدام الميناء لأول مرة في القرن الثالث عشر وكان أحد الموانئ الرئيسية لشركة الهند الشرقية الهولندية في القرن السابع عشر. اليوم ، يعد ميناء أمستردام ثاني أكبر ميناء في هولندا ، وأكبر ميناء هو ميناء روتردام . في عام 2014 ، بلغ حجم حمولة ميناء أمستردام 97.4 مليون طن ، كان معظمها من البضائع السائبة .

## تاريخ

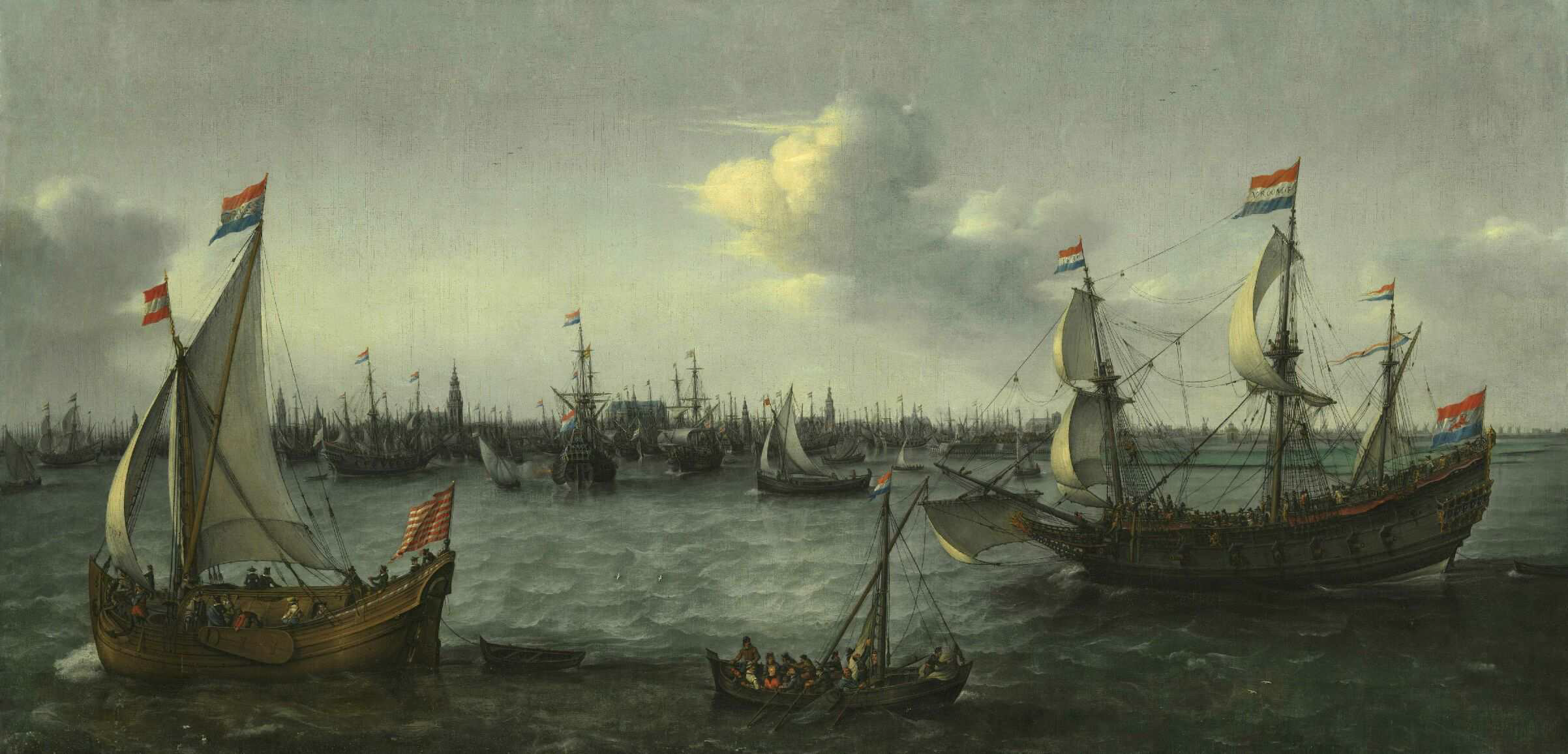
المرفأ في أمستردام (1630) بواسطة هندريك كورنيليش فروم

يعود تاريخ أول أنشطة الميناء في أمستردام إلى القرن الثالث عشر. تم ذكر الميناء لأول مرة في عام 1342 ، عندما حصلت مدينة أمستردام على حقوق المدينة. 
في العصر الذهبي الهولندي ، كان الميناء أحد الموانئ الرئيسية لشركة الهند الشرقية الهولندية . 
تم حفر قناة شمال هولندا ، التي تربط أمستردام بدن هيلدر بين عامي 1819 و 1824. تم حفر قناة بحر الشمال ، التي تربط أمستردام ب آيماودن ، بين عامي 1865 و 1876. 

## جغرافية

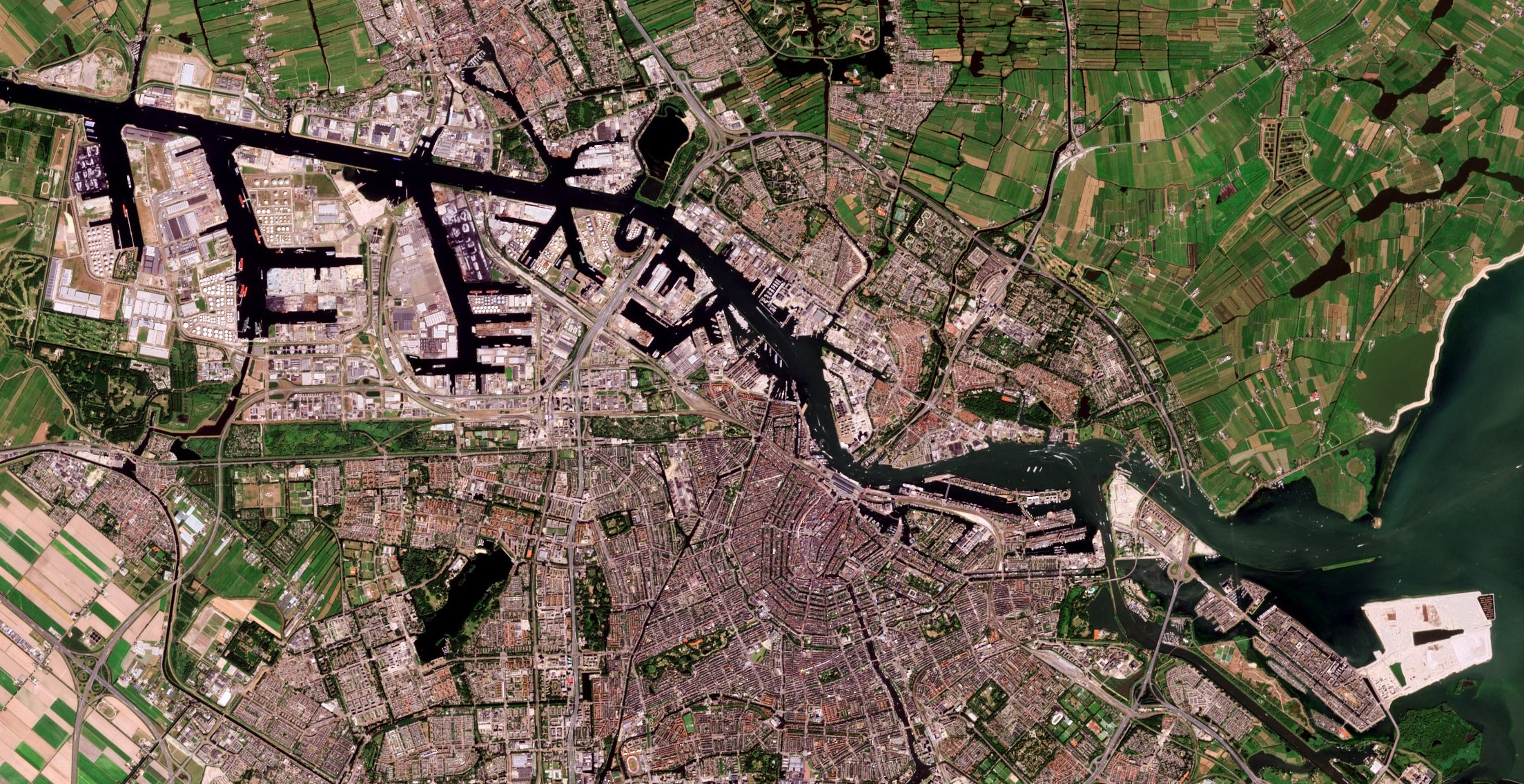
صورة الأقمار الصناعية لميناء أمستردام

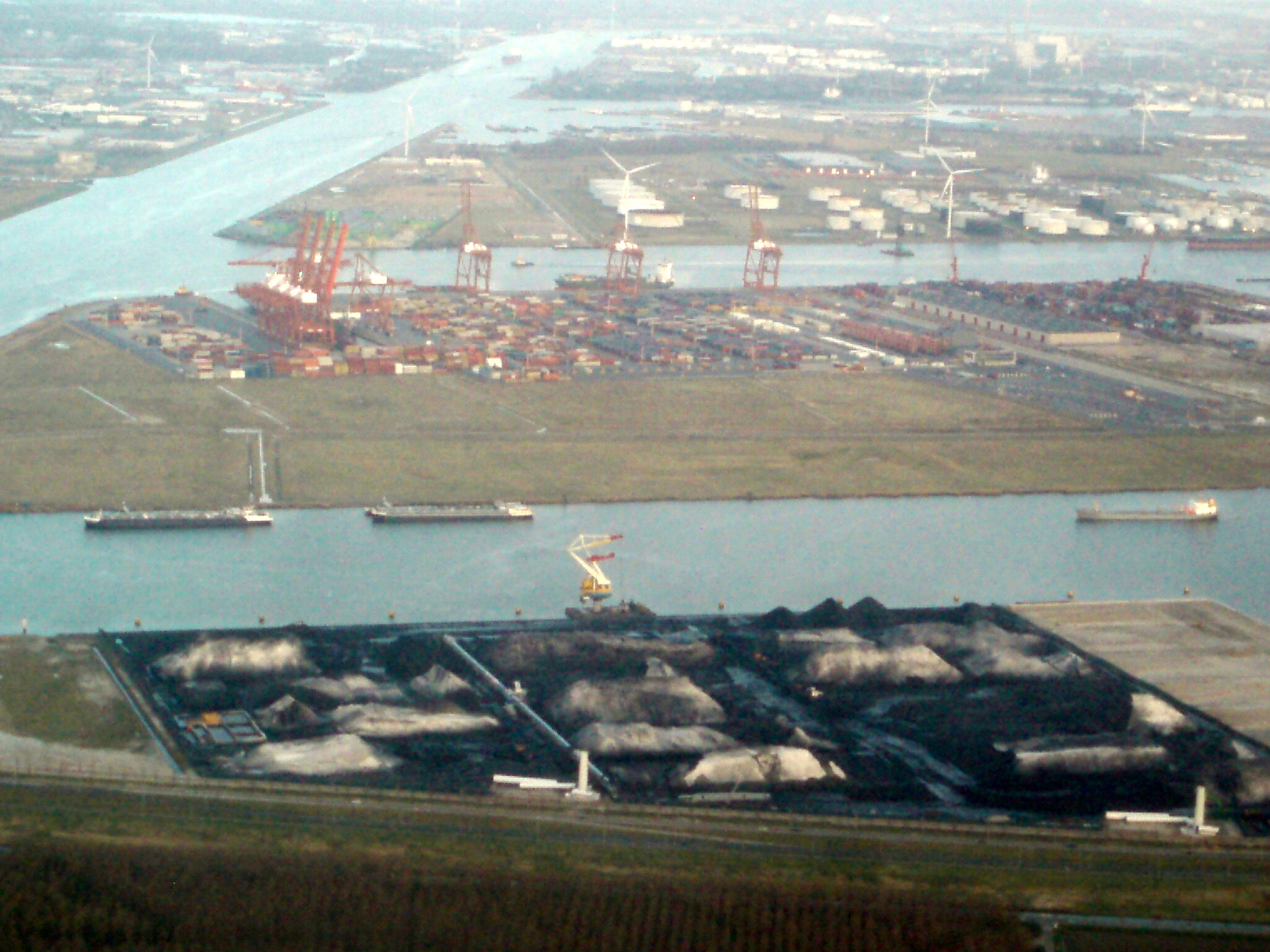
قناة بحر الشمال ، وأفريكاهافن ، وأميركاهافن ، وويستهافن

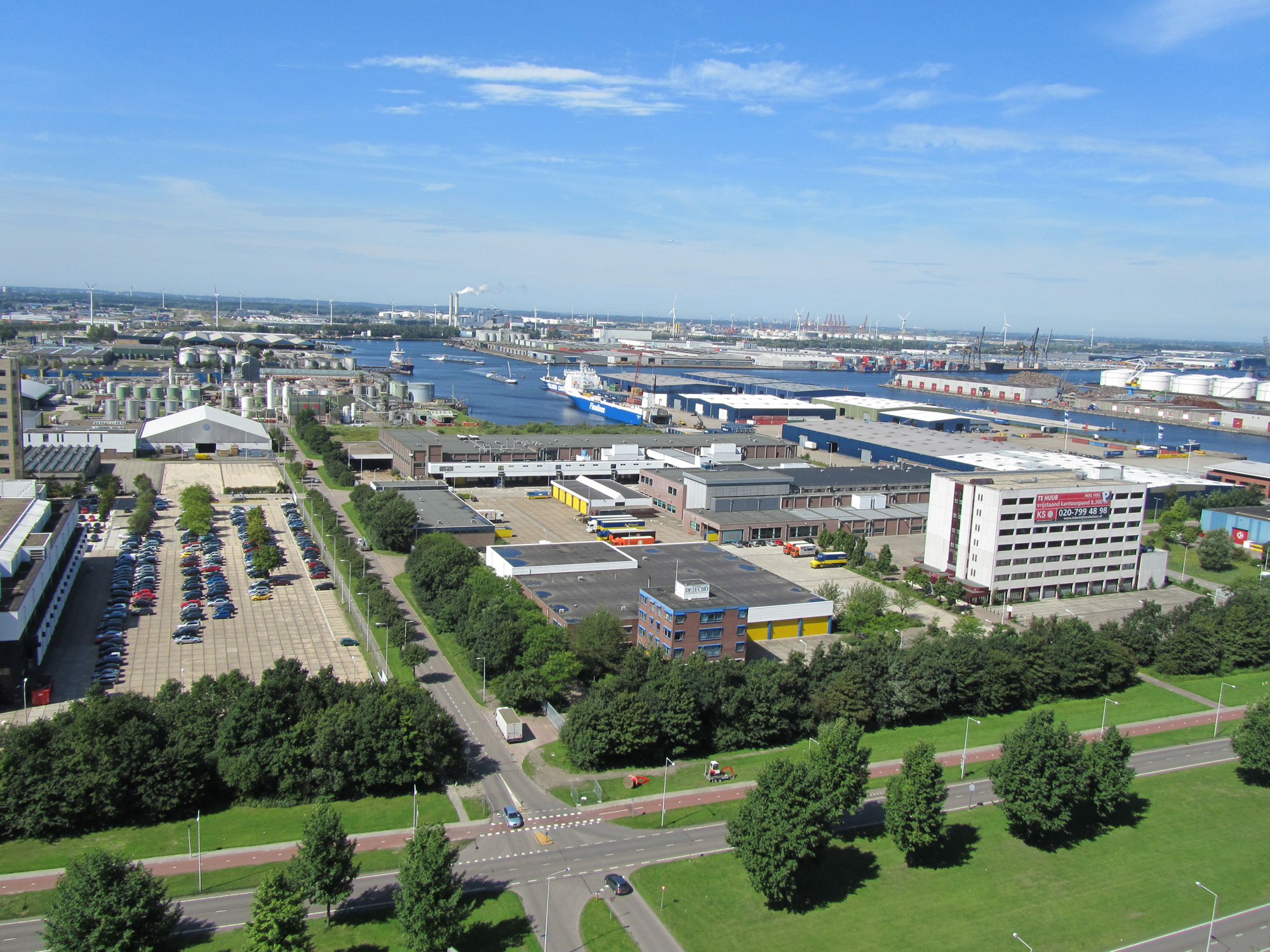
ويستهافن

يقع ميناء أمستردام على ضفاف قناة بحر الشمال وآي . يرتبط الميناء ببحر الشمال عبر قناة بحر الشمال ، إلى دن هيلدر عبر قناة شمال هولندا ، إلى ماركرمير عبر آي و آي مير ، وإلى نهر الراين عبر قناة أمستردام-الراين .
في المجموع ، يضم الميناء 620 هكتار (1,500 أكر) من الممرات المائية و 1,995 هكتار (4,930 أكر) من مساحة الأرض ، بما في ذلك عقارات الموانئ والأرصفة والطرق وخطوط السكك الحديدية والخنادق والمساحات الخضراء.
يتألف الميناء من العديد من مناطق الموانئ ، والتي تعد جزءًا من الأحياء (الهولندية: stadsdelen ) في فيستبورت و Westerpark و أمستردام-سينتروم و Zeeburg .

## العمليات التجارية
من حيث حركة الشحن ، يعد ميناء أمستردام ثاني أكبر ميناء في هولندا بعد ميناء روتردام . 
في عام 2008 ، زارت 6029 سفينة بحرية ميناء أمستردام ، حيث بلغ حجم الشحنات 75.8 مليون طن ، كان معظمها من البضائع السائبة . في نفس العام ، بلغ الحجم الإجمالي للحاويات 435129 وحدة مكافئة لعشرين قدم . زاد كل من عدد السفن وحجم البضائع السائبة والحاويات مقارنة بعام 2007. 
في عام 2008 ، بلغ إجمالي الإيرادات 125.3 مليون يورو وصافي الدخل 45.0 مليون يورو . يعد هذا انخفاضًا طفيفًا مقارنة بالإيرادات والدخل في عام 2007. 
في عام 2008 ، كان الميناء نفسه يضم 361 موظفًا ، لكن عدد الموظفين غير المباشرين يبلغ حوالي 55000 موظف.  في 7 يوليو 2009 ، د. تم تعيين Dertje Meijer كمدير للميناء من قبل حكومة أمستردام. 

### ميناء الرحلات البحرية
ميناء أمستردام هو ثالث أكبر ميناء للرحلات البحرية في أوروبا مع 140 سفينة سياحية و 1500 سفينة سياحية نهرية . يزور أمستردام ما يقرب من 700000 مسافر سنويًا. هناك محطتان للرحلات البحرية: محطة الركاب في أمستردام في وسط المدينة ، وواحدة بعد الأقفال في آيماودن . في عام 2015 ، فازت أمستردام بجائزة أفضل ميناء للرحلات البحرية لهذا العام. 
أمستردام هي موطن كونينغسدام ، السفينة الجديدة من خط هولندا أمريكا لاين . في سبتمبر 2015 ، زارت سفينة MSC Splendida أمستردام ؛ يبلغ طولها 333.33 مترًا وعرضها 38 مترًا ، وكانت أكبر سفينة سياحية على الإطلاق في أمستردام. 

## الاستدامة
يهدف ميناء أمستردام إلى أن يكون في أعلى موانئ أوروبا المستدامة بحلول عام 2030. يقسم الميناء رؤيتهم للاستدامة إلى خمسة محاور: انتقال الطاقة في اقتصاد دائري ، البيئة والموئل ، الشحن النظيف والآمن ، العمل ووثائق التفويض ، وسلاسل التجارة المسؤولة. 

## معرض الصور

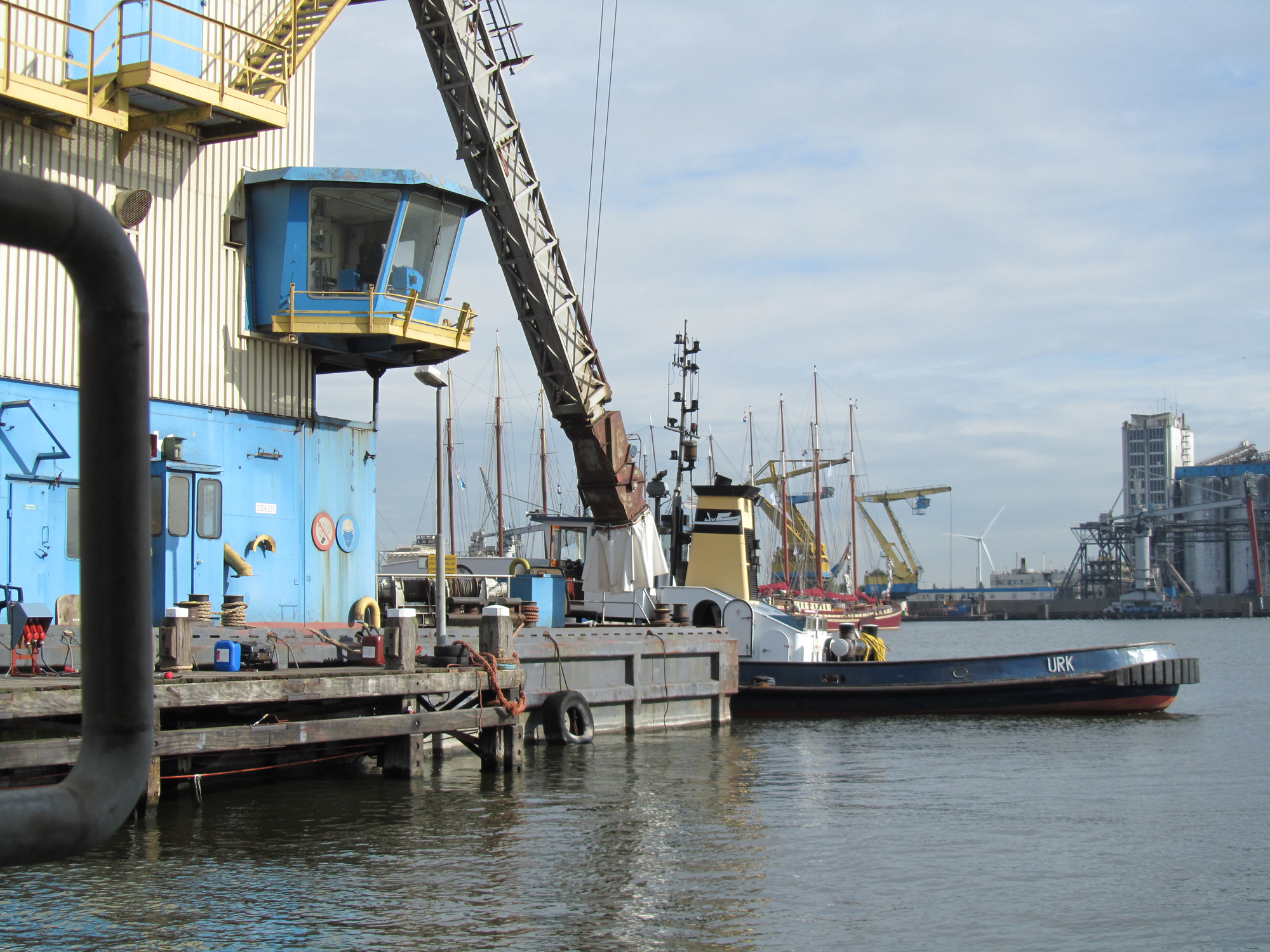
نيبتونوشافين
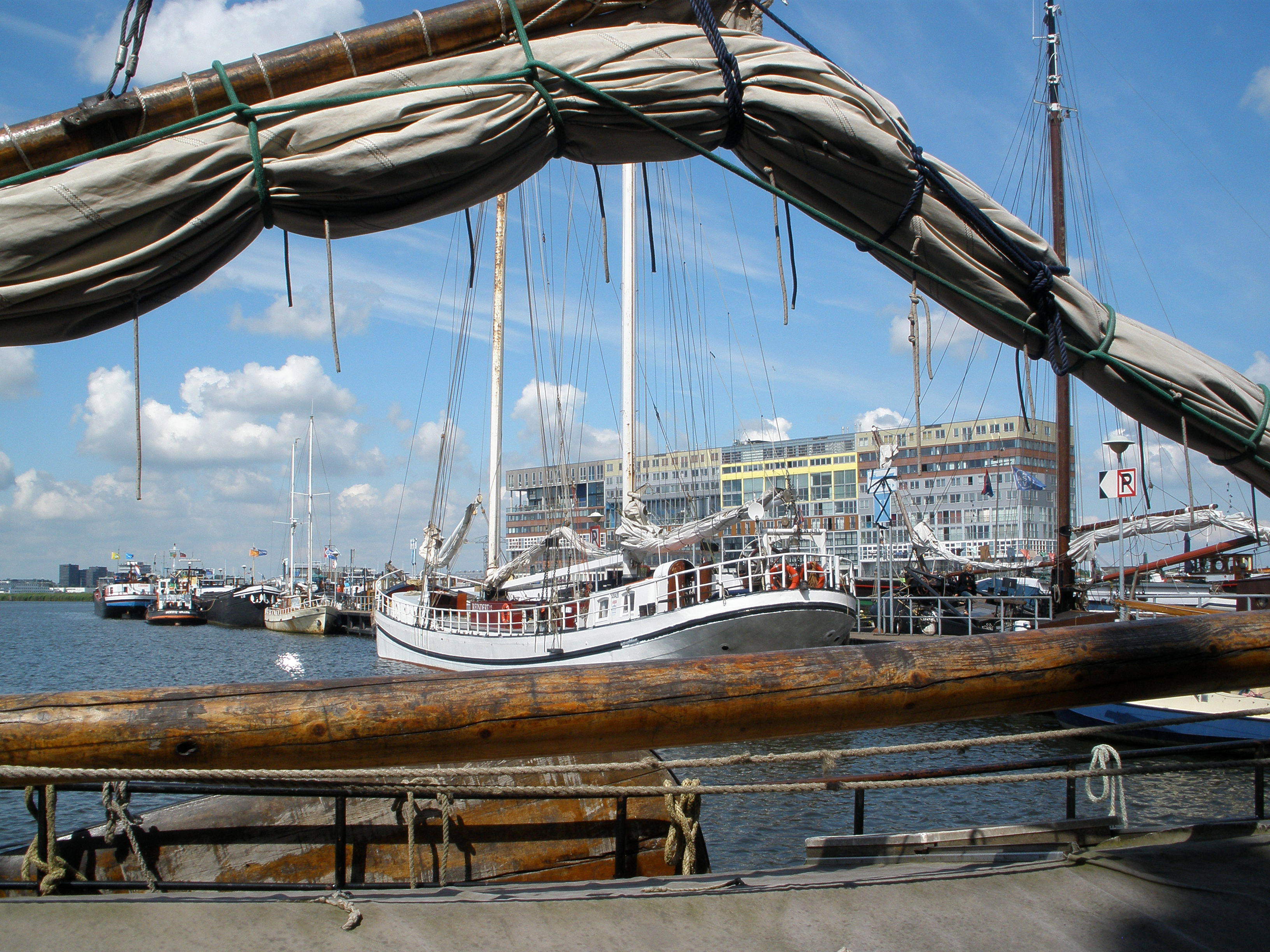
Houthaven
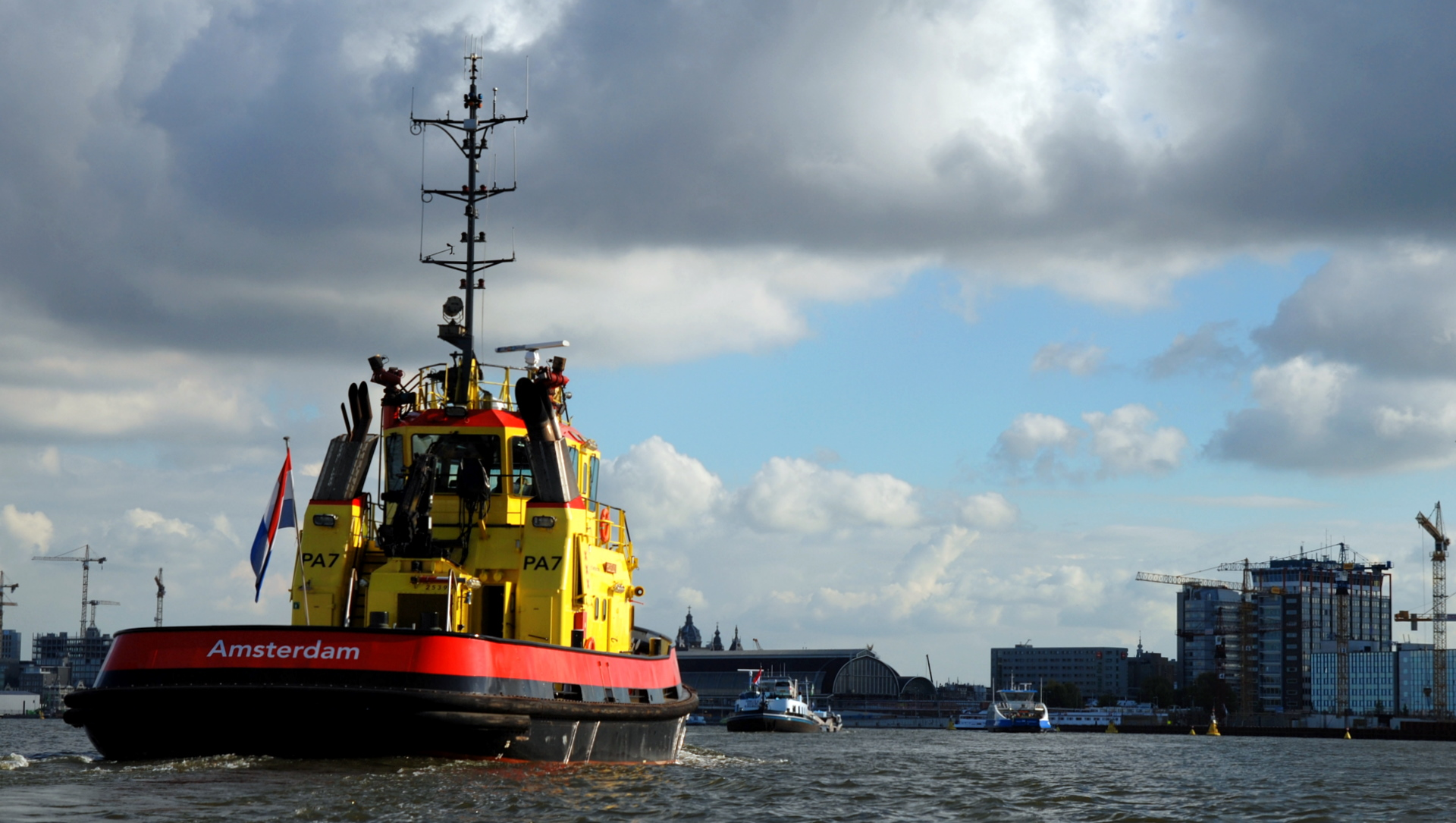
بوسيدون ، قاطرة في الميناء
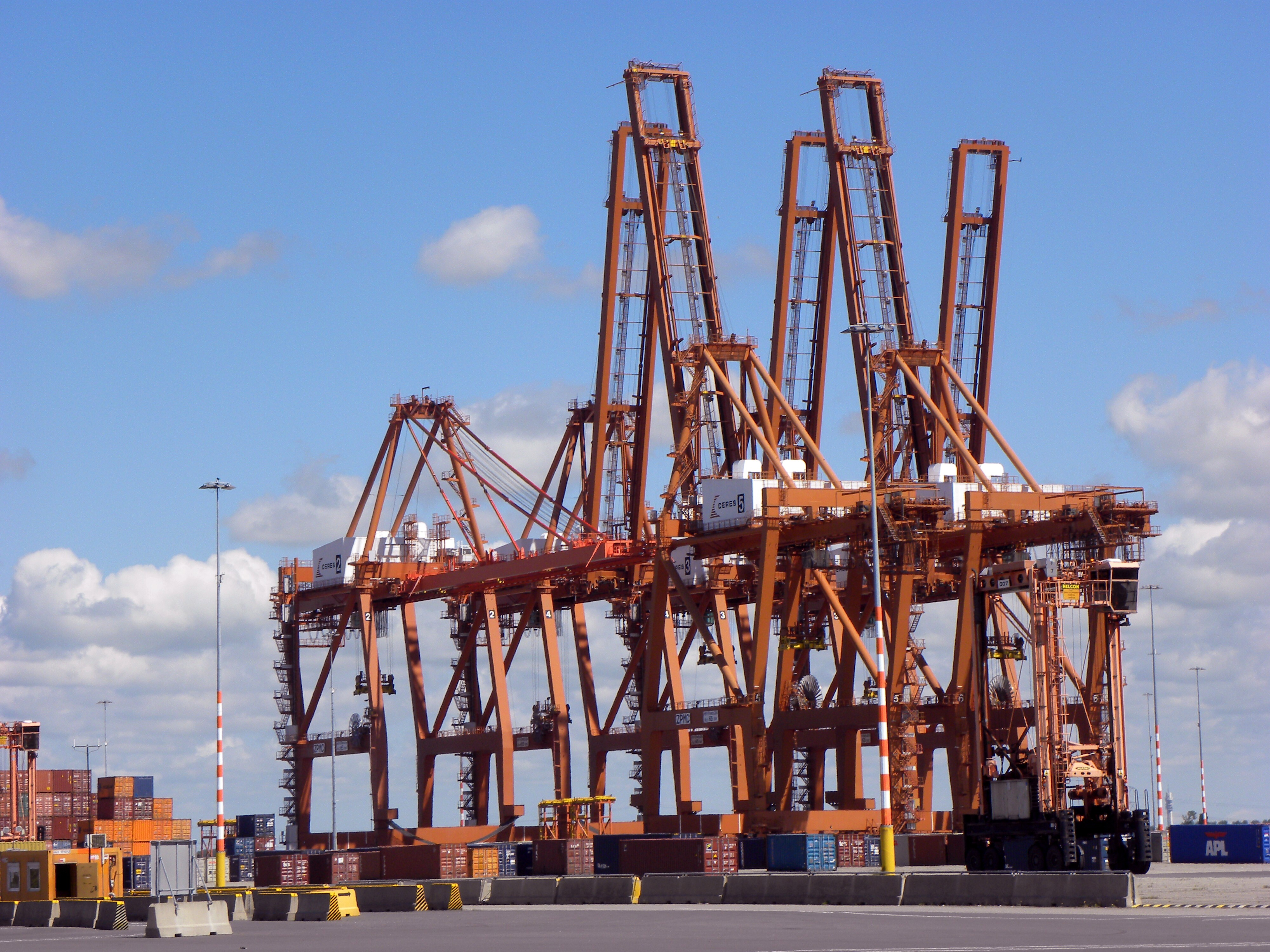
ألاسكاهافن (حاويات)
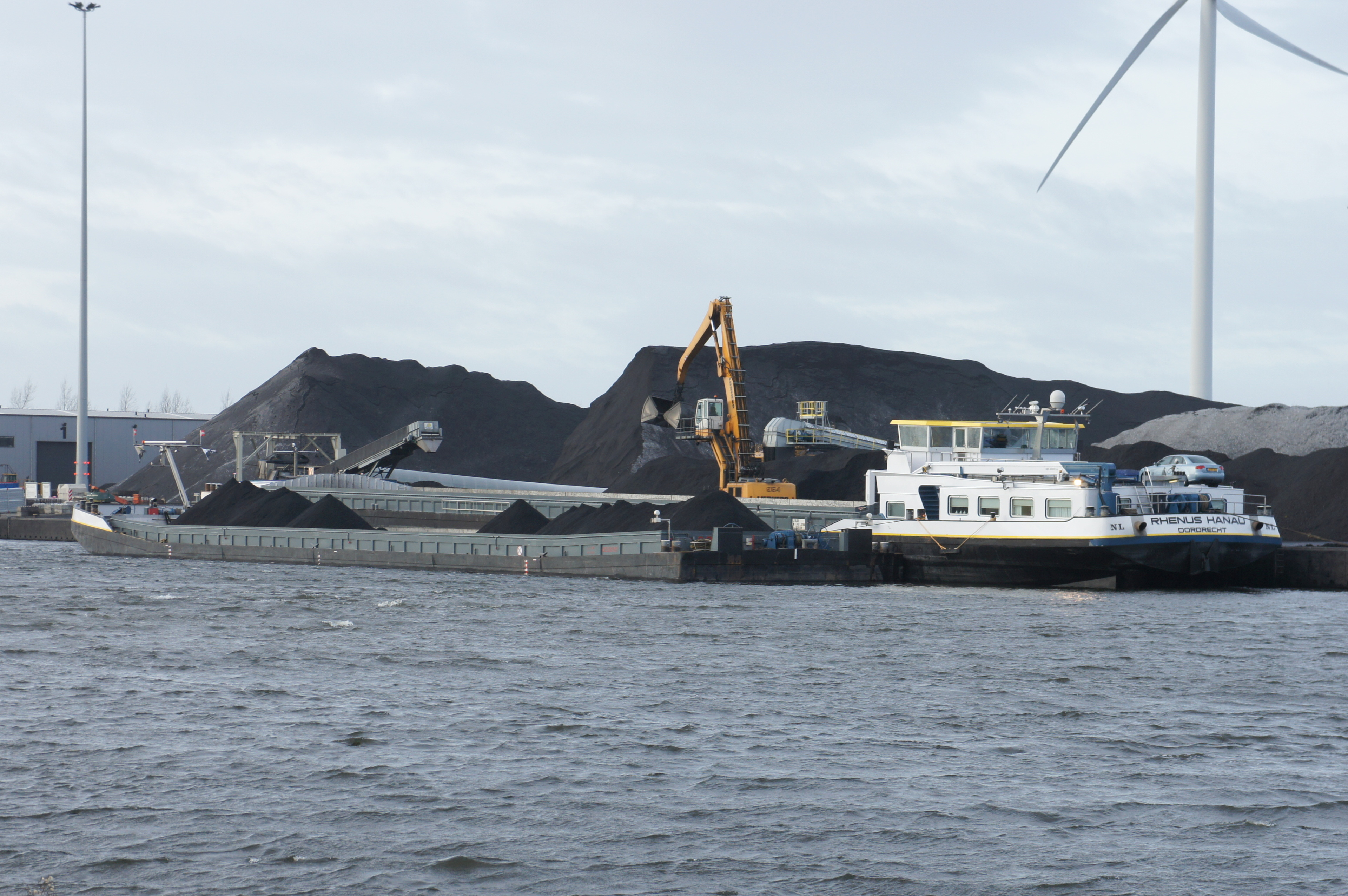
زنجبارهافن
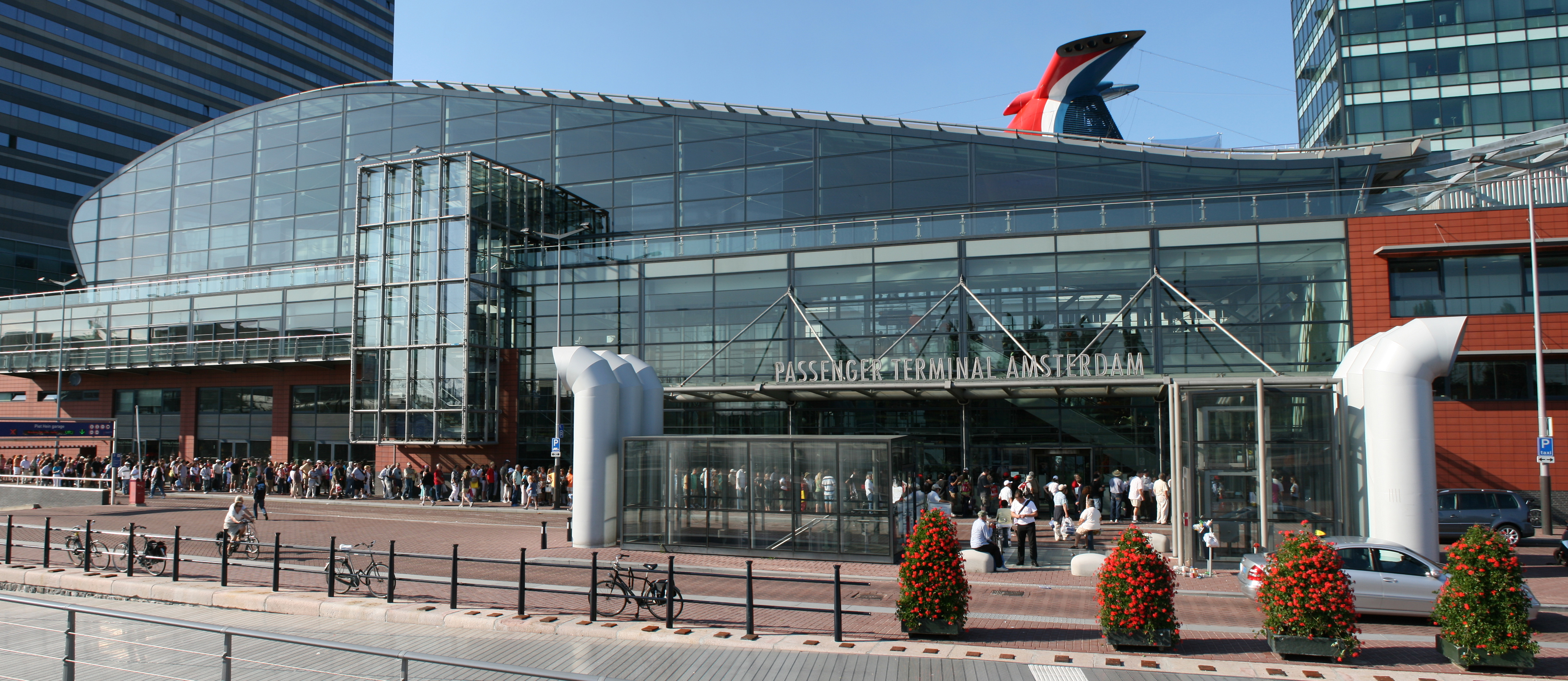
صالة الركاب
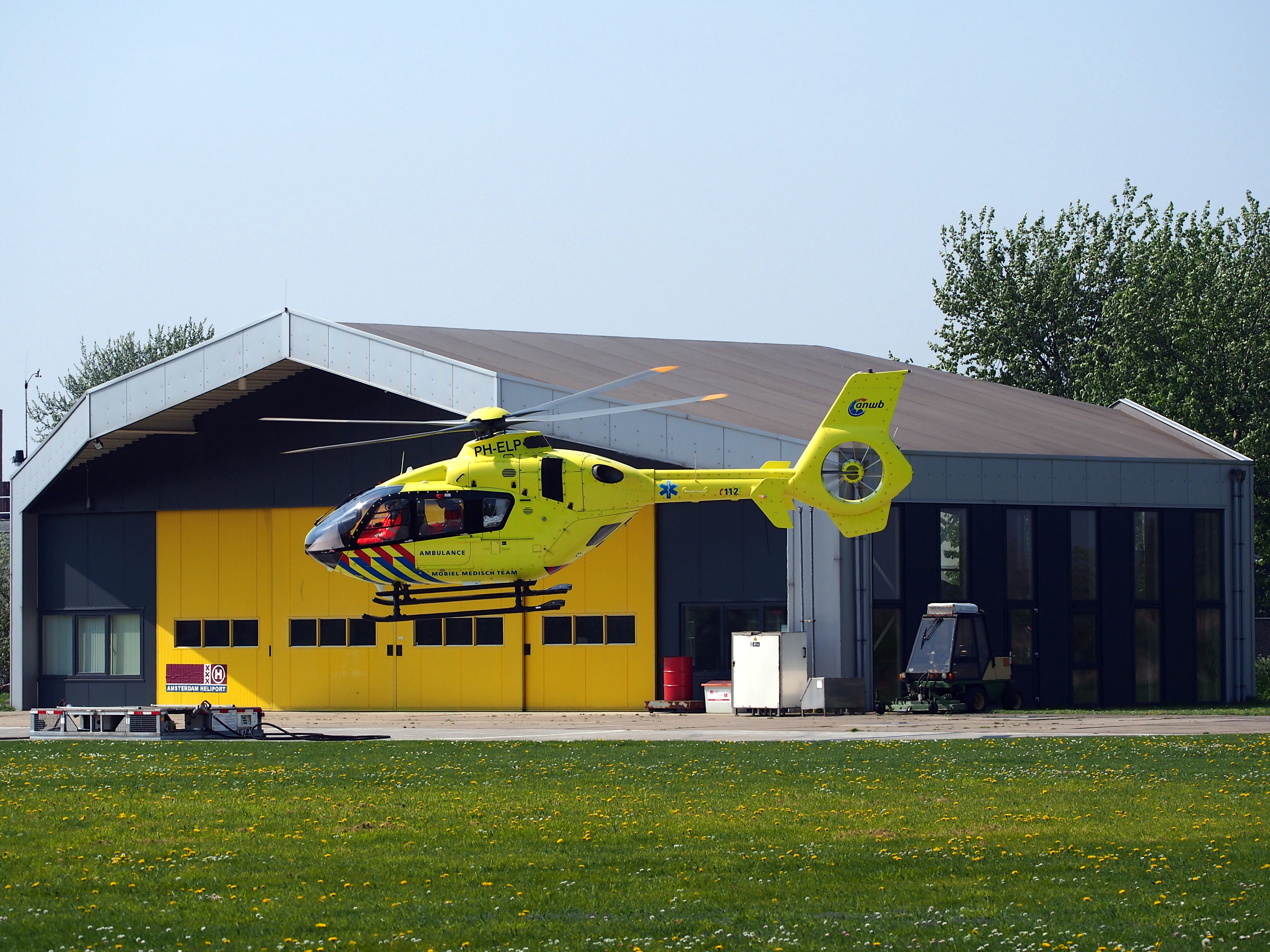
مهبط للطائرات العمودية في الميناء